# Hans Bernd von Botzheim
Hans Bernd von Botzheim († 18. August 1631) war ein sächsisch-weimarischer Hofbeamter.
Hans Bernd von Botzheim kommt aus dem Elsass und stammt aus dem protestantischen Adelsgeschlecht Botzheim.
Am 24. August 1617 nahm Botzheim als sächsisch-weimarischer Kammerjunker an der Beerdigung seiner Dienstherrin, der Herzogin Dorothea Maria von Sachsen-Weimar teil.
1619 nahm Fürst Ludwig I. von Anhalt-Köthen Botzheim in die Fruchtbringende Gesellschaft auf. Der Fürst verlieh ihm den Gesellschaftsnamen der Kühlende und das Motto in der Hitze. Als Emblem wurde Botzheim ein Erdbeer mit ihrem Kräudicht zugedacht. Im Köthener Gesellschaftsbuch findet sich Botzheims Eintrag unter der Nr. 28.
Noch im selben Jahr begleitete er als Hofmeister (zusammen mit Tobias Adami) die Weimarer Herzöge Johann Friedrich von Sachsen-Weimar und Albrecht von Sachsen-Eisenach auf deren Grand Tour durch die Schweiz und durch Italien. Diese Reise dauerte fast drei Jahre.
1621 kehrte die Reisegesellschaft an den Hof in Weimar zurück und Botzheim avancierte einige Zeit später – vielleicht als Dankeschön – zum weimarischen Hofmarschall.
Im August 1631 starb der Hofmarschall Hans Bernd von Botzheim in Weimar. Anlässlich dieses traurigen Ereignisses ließ sein Dienstherr, Herzog Wilhelm IV. von Sachsen-Weimar, eine Münze mit der Aufschrift Treu Herr, treu Knecht prägen und verteilen.
| Personendaten    | Personendaten                     |
| ---------------- | --------------------------------- |
| NAME             | Botzheim, Hans Bernd von          |
| KURZBESCHREIBUNG | sächsisch-weimarischer Hofbeamter |
| GEBURTSDATUM     | 16. Jahrhundert                   |
| STERBEDATUM      | 18. August 1631                   |